# Briefmarken-Jahrgang 1941 der Post des Japanischen Kaiserreichs
Der Briefmarken-Jahrgang 1941 der Post des Japanischen Kaiserreichs umfasst 8 Gedenkmarken, die Motive aus ehemaligen Nationalparks in Taiwan unter japanischer Herrschaft zeigen.
Die Briefmarken aus diesem Jahrgang weisen wie alle japanischen Briefmarken bis zum Ende des Zweiten Weltkriegs ein „Chrysanthemenwappen“ auf, das kaiserliche Siegel Japans. Der Landesname 大日本帝国郵便 (Dainippon-teikoku-yuubin, „Post des Großjapanischen Reichs“) ist in Siegelschrift geschrieben mit der Leserichtung im Horizontalen von rechts nach links. Die Währungseinheit ist Sen (銭 "sen", 1 Yen = 100 Sen).

## Liste
Die Gedenkmarken des Jahrgangs 1941 sind im Folgenden jeweils nach Ausgabedatum sortiert gelistet. Nicht aufgeführt sind Variationen und Briefmarken der japanischen Besatzungszonen.
| Gedenkmarken |                                                          |              |        |              |           |
| Briefmarke   | Motiv                                                    | Farbe        | Wert   | Ausgabedatum | Auflage   |
|              | ehemaliger Nitaka Arisan-Nationalpark Datun-Vulkangruppe | hellbraun    | 2 Sen  | 10. März     | 1.400.000 |
|              | ehemaliger Nitaka Arisan-Nationalpark Datun-Vulkangruppe | smaragdgrün  | 4 Sen  | 10. März     | 1.200.000 |
|              | ehemaliger Nitaka Arisan-Nationalpark Datun-Vulkangruppe | scharlachrot | 10 Sen | 10. März     | 350.000   |
| Bild gesucht | ehemaliger Nitaka-Arisan-Nationalpark Datun-Vulkangruppe | blau         | 20 Sen | 10. März     | 350.000   |
|              | ehemaliger Tsugitaka-Taroko-Nationalpark                 | hellbraun    | 2 Sen  | 10. März     | 1.400.000 |
| Bild gesucht | ehemaliger Tsugitaka-Taroko-Nationalpark                 | smaragdgrün  | 4 Sen  | 10. März     | 1.200.000 |
|              | ehemaliger Tsugitaka-Taroko-Nationalpark Taroko-Schlucht | scharlachrot | 10 Sen | 10. März     | 350.000   |
| Bild gesucht | ehemaliger Tsugitaka-Taroko-Nationalpark                 | blau         | 20 Sen | 10. März     | 350.000   |